# 孔庆三 (军事人物)
孔庆三（1926年—1950年11月），男，出生于山东省历城县王舍人庄（今济南市历城区王舍人街道王舍人村），中国共产党党员，中国人民志愿军一级战斗英雄。
出身于王舍人庄的贫穷人家，1948年，参加中国人民解放军，任第27军92步兵炮连一炮手、班长。随部参加济南战役、淮海战役、渡江战役等。1949年，加入中国共产党。1950年11月，孔庆三任中国人民志愿军第27军80师炮兵团92炮连5班长，随部参加抗美援朝第二次战役。11月27日，在朝鲜咸镜南道长津郡新兴里的战斗中，孔庆三因步炮后坐力撞击，同时腹部中弹陣亡。1952年，中国人民志愿军领导机关追记特等功，追授“中国人民志愿军一级战斗英雄”称号。